# جغرافية غينيا

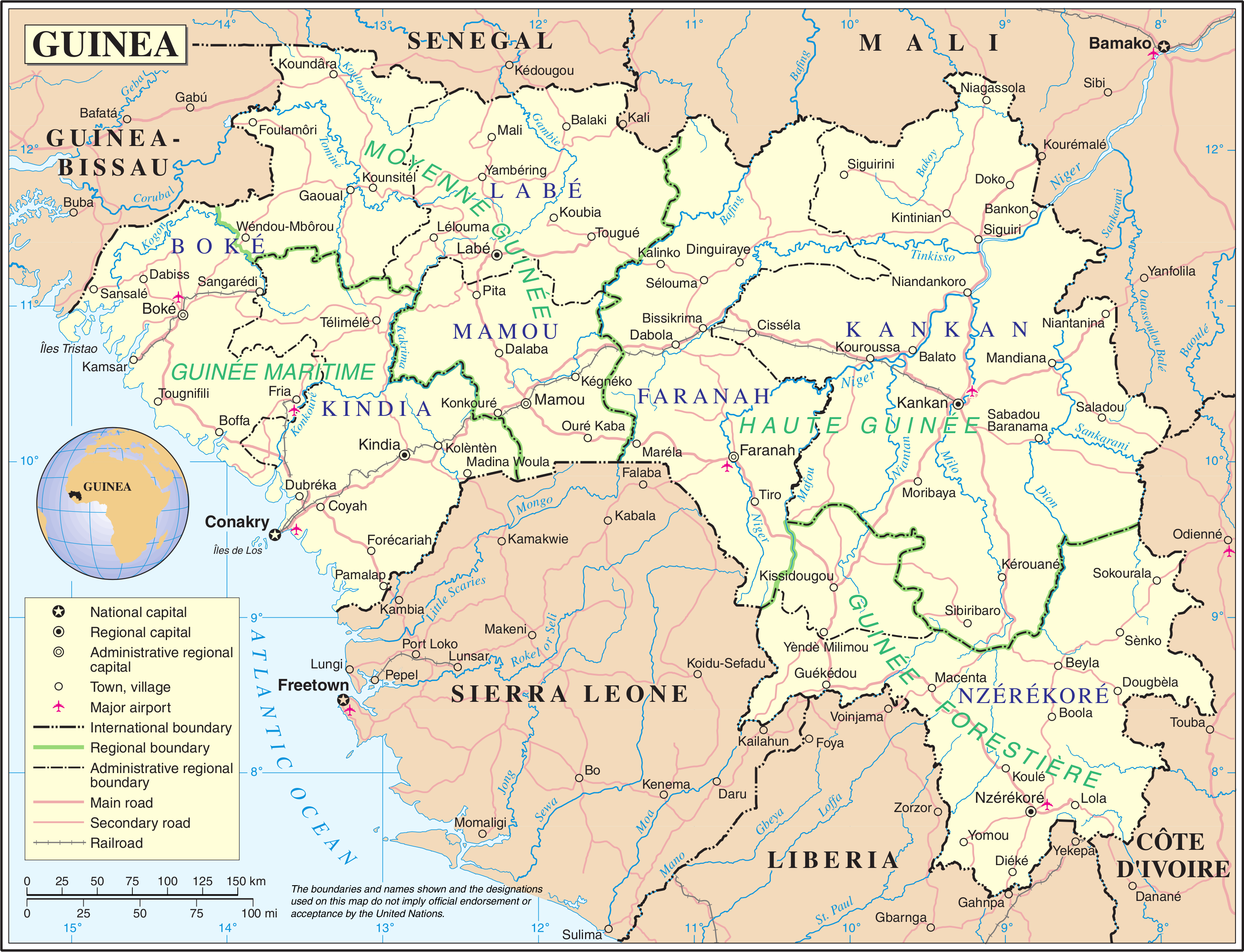
خريطة توضح مدن غينيا والتقسيمات الإدارية.

موقع غينيا

دولة غينيا، تقع على ساحل غرب إفريقيا ويحدها غينيا بيساو، السنغال، مالي، ساحل العاج،ليبيريا، و سيراليون.
تنقسم غينيا إلى أربع مناطق جغرافية: غينيا البحرية (غينيا السفلى) وهي سهل ساحلي يمتد من الشمال إلى الجنوب خلف الساحل ؛ مرتفعات فوتا جالون الريفية وهي(غينيا الوسطى )؛ السافانا الشمالية وهي( غينيا العليا )؛ ومنطقة الغابات المطيرة التي تقع في الجنوب الشرقي التي تسمى ( غابة غينيا ).

## الموقع
تقع غينيا في غرب إفريقيا ، ويحدها من الشمال المحيط الأطلسي ، وهي تقع بين غينيا بيساو وسيراليون. إحداثياتها الجغرافية هي غربا وشمالا 11°00′N 10°00′W / 11.000°N 10.000°W . يبلغ اجمالي مساحة غينيا 245857 كم 2 ، وتتألف من 245.717 كم 2 من اليابس و 140 كم 2 من المياه.
تمتد الحدود البرية لغينيا بإجمالي 4046 كم: مع ساحل العاج 816 كم ، غينيا بيساو 421 كم ، ليبيريا 590 كم ، مالي 1،062كم ، السنغال 363 كم ، وسيراليون 794 كم. يبلغ طول ساحل غينياا 320 كم ، وتتصل المنطقة الاقتصادية الخالصة التي تبلغ 200 ميل بحري (370.4 كـم؛ 230.2 ميل) مع البحر الإقليمي الذي يبلغ 12 ميل بحري (22.2 كـم؛ 13.8 ميل) .

## المناخ

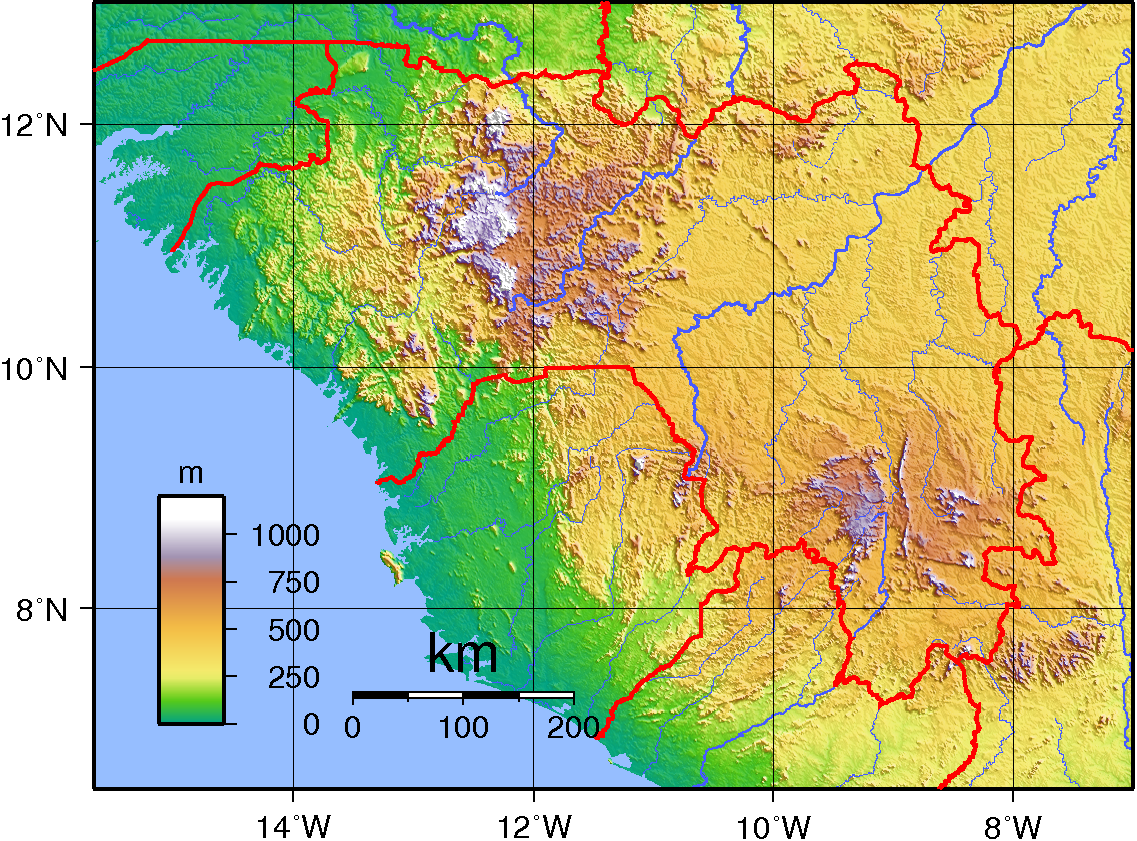
تضاريس غينيا.

تتمتع المنطقة الساحلية لغينيا ومعظم المناطق الداخلية بمناخ استوائي ،وتستمر الأمطار الموسمية من أبريل إلى نوفمبر ، مع درجات الحرارة العالية والموحدة نسبيًا ، والرياح الجنوبية الغربية ، والرطوبة العالية.
يبلغ متوسط ارتفاع الحرارة في العاصمة كوناكري على مدار العام 29 °م (84.2 °ف) ، والصغرى 23 °م (73.4 °ف) .ويبلغ متوسط هطول الأمطار السنوي في كوناكري 4,300 مليمتر (169.3 بوصة) . تتميز منطقة الساحل في غينيا العليا بموسم أمطار قصير وتنوعات كبيرة في درجات الحرارة اليومية. هناك موسم جاف يمتد (من ديسمبر إلى مايو) مع رياح هارماتان الشمالية الشرقية.

## الأنهار والمياه
نهر النيجر ونهر غامبيا ونهر السنغال من بين 22 نهرًا في غرب إفريقيا تنبع اصولها من غينيا.

## المناطق البيئية
- تغطي فسيفساء غابات السافانا الغينية معظم أنحاء البلاد ، وتغطي معظم غينيا البحرية وغينيا العليا ، بالإضافة إلى المرتفعات المنخفضة من فوتا جالون. يمتد شمالاً إلى غينيا بيساو والسنغال ، وشرقاً على الرغم من مالي وساحل العاج.
- تحتل غابات الأراضي المنخفضة الغربية في غينيا الجزء الجنوبي الغربي من غينيا البحرية حول كوناكري ، وغابات غينيا ، جنبًا إلى جنب مع سواحل سيراليون وليبيريا وغرب ساحل العاج.
- تغطي غابات غينيا الجبلية فوتا جالون ومرتفعات غينيا في جنوب شرق غينيا فوق ارتفاع 600 متر.
- غابات المانغروف الغينية ، في مصبات الأنهار الساحلية. تمتد المقاطعات شمالًا إلى غينيا بيساو وغامبيا والسنغال ، وجنوب شرقًا عبر سيراليون وليبيريا وساحل العاج.

## الموارد والبيئة
تضم الموارد الطبيعية للبلاد البوكسيت ,خام الحديد ,الماس ,الذهب ,اليورانيوم ,الطاقة المائية ,الأسماك والملح. تحتوي على 12.21٪ من الأراضي الصالحة للزراعة ، و 2.85٪ من أراضيها تحوي محاصيل دائمة. 949.2 كم 2 (2003) من الأراضي المسقية. يبلغ إجمالي موارد المياه المتجددة في غينيا 226 كم2 .

### القضايا البيئية
تشمل القضايا البيئية الحالية في غينيا: الاحتطاب الجائر , كميات غير كافية من مياه الشرب ؛ التصحر . تلوث التربة وتآكلها؛ الصيد غير المنظم,والازدحام السكاني في مناطق الغابات. أدت ممارسات التعدين السيئة إلى أضرار بيئية.
تعد غينيا جزء من الاتفاقيات البيئية الدولية التالية التي تتضمن: التنوع الحيوي ، التصحر ، الأنواع المهددة بالانقراض ، المخلفات الخطرة ، قانون البحار ، حماية طبقة الأوزون ، تلوث السفن ، الأراضي الرطبة ، صيد الحيتان.

## التضاريس
تكون تضاريسها عموما عبارة عن سهل ساحلي مسطح، يتكون من التلال نزولا إلى المناطق الداخلية الجبلية. أدنى نقطة في الدولة هي المحيط الأطلسي (0 م) ، وأعلى نقطة هي مونت نيمبا (1،752م).
هذه قائمة النقاط البعيدة في غينيا ، وهي النقاط الواقعة في أقصى الشمال أو الجنوب أو الشرق أو الغرب من أي موقع آخر.
- أقصى نقطة شمالية - الجزء الشمالي من الحدود مع السنغال ، منطقة بوكيه *.
- أقصى نقطة في الشرق - التقاء نهر غبين ونهر فريدوغوبا على الحدود مع ساحل العاج ، منطقة نزريكوري .
- أقصى نقطة جنوبيّة - موقع غير مسمّى على الحدود مع ليبيريا جنوب قرية جونون ، منطقة نزيريكوري.
- أقصى نقطة في الغرب - إيل دو نوفراج ، منطقة بوكيه.
- أقصى نقطة في الغرب (البر الرئيسي) - النقطة التي تدخل عندها الحدود مع غينيا بيساو مصب نهر ريو كومبوني.
- * ملاحظة: غينيا لايوجد نقطة في شمال، وهذا القسم من الحدود التي يشكلها على التوالي خطوط العرض خط